# Groß Behnitz
Groß Behnitz è una frazione della città tedesca di Nauen, nel Land del Brandeburgo.

## Storia
Nel 2003 il comune di Groß Behnitz venne aggregato alla città di Nauen.

## Amministrazione
La frazione di Groß Behnitz è governata da un consiglio (Ortsbeirat) e da un sindaco di frazione (Ortsvorsteher).

### Esplicative
1. ↑  Letteralmente: «Behnitz grande», in contrapposizione alla vicina Klein Behnitz – «Behnitz piccola».

### Bibliografiche
1. ↑  (DE) Hauptsatzung der Stadt Nauen, § 2. (PDF), su daten.verwaltungsportal.de.
2. ↑  (DE) Viertes Gesetz zur landesweiten Gemeindegebietsreform betreffend die Landkreise Havelland, Potsdam-Mittelmark, Teltow-Fläming, § 5., su bravors.brandenburg.de.
3. ↑  (DE) Hauptsatzung der Stadt Nauen, § 11. (PDF), su daten.verwaltungsportal.de.